# Anguilla (araldica)
In araldica l'anguilla è rappresentata ondeggiante, sia in fascia che in palo. Ha quasi sempre il valore di arma parlante.
Può rappresentare la sedizione, perché nel prendersi quella da’ pescatori, l’acqua s’intorbida.
L'anguilla più famosa è quella che compare nello stemma della famiglia Orsini, in cui compare per la loro signoria sulla città di Anguillara. Altre varianti dello stemma Orsini compaiono oggi come stemmi di località che furono sotto la loro signoria, come Formello.

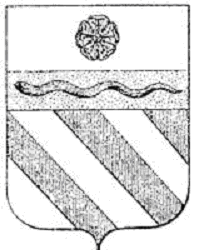
Anguilla ondeggiante in fascia (stemma della famiglia Orsini)
Bandato d'argento e di rosso; al capo del primo, caricato d'una rosa di rosso, sostenuto d'una trangla cucita d'oro, caricata d'una anguilla serpeggiante in fascia di azzurro (stemma di Niccolò III Orsini)
Anguille di nero ondeggianti in palo (Anguillara Veneta)
Anguille ondeggianti in fascia (Camairago)
Due anguille d'oro in palo (Peschiera del Garda)
Tre anguille d'oro ondeggianti in fascia ordinate in palo (Aiguebelle, Francia)
Anguilla coronata e alata (Ahlen, Germania)
Quattro anguille d'azzurro alettate di rosso (Sölvesborg, Svezia)
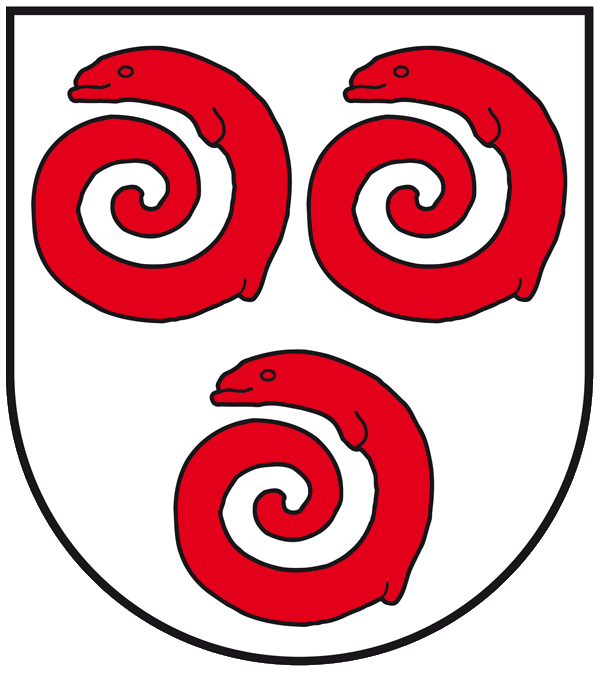
Tre anguille (Alsleben (Saale), Germania)